# Holcoglossum quasipinifolium
Holcoglossum quasipinifolium là một loài thực vật thuộc họ Orchidaceae. Loài này có ở Trung Quốc và Đài Loan.